# 가장 보통의 존재
《가장 보통의 존재》는 대한민국의 모던 록 밴드 언니네이발관의 5번째 정규 음반이다. 2008년 8월 8일 쌈넷을 통해 발매하였다. 4집 《순간을 믿어요》 이후로 4년 만에 나온 음반이다. 밴드의 멤버인 이석원과 이능룡이 음반에 수록된 모든 노래를 작곡하였으며, 작사는 이석원이 혼자서 작업하였다.
이 음반은 음악 평단으로부터 극찬을 받았다. 여러 음악 평론가들이 2008년의 음반 가운데 하나로 “가장 보통의 존재”를 꼽았으며, 한국대중음악상에서는 5개 부문에 올라 올해의 음반 부문을 포함해 총 세 개의 부문에서 수상을 하였다. 한국 대중음악 명반 100에서는 50위로 선정되었다.

## 배경 및 제작
2004년 7월, 언니네이발관은 2002년 10월에 발표한 3집 “꿈의 팝송” 이후 약 1년 9개월 만에 네 번째 정규 음반인 “순간을 믿어요”를 발매하였다. 활동을 하지 않을 동안 언니네이발관의 베이시스트였던 이상문이 윌슨병으로 사망하였고, 이석원은 부인과 이혼하였다. 음반의 수록곡 ‘천국의 나날들’과 ‘꿈의 팝송’이 각각 이상문과 이석원의 전부인에게 바치는 곡이다. 이석원은 “순간을 믿어요”가 전작들보다는 더 거칠면서 밝은 사운드이지만, 녹아있는 슬픔의 정서는 더 깊게 배어있다고 언급하였다.
“가장 보통의 존재”의 작업은 2005년 5월 작업실을 구하면서 시작되었다. 그러던 중 2006년 5월에는 전대정과 이석원이 사업에 집중하면서, 기타를 맡고 있었던 이능룡이 팀을 탈퇴하고 복학을 하게 되었다. 이후 전대정과 이석원도 서로 갈라지게 되었다. 하지만 얼마 시간이 지나지 않아 이석원에게 음반의 모티브가 되는 사건이 발생하였고, 세 명이 다시 뭉쳐 음반 작업을 시작한다.
믹싱은 2008년 4월 말부터 시작되었다. 믹싱을 곡당 15번씩 하였으며, 마스터링 작업도 8일을 소요하였다.

## 발매
이 음반은 원래 2007년 11월에 발매될 예정이었으나, 밴드 내부의 사정, 특히 자기가 원하는 사운드를 만들기 위한 리더 이석원의 강한 집착 탓에 5차례 정도 연기되었다. 언니네이발관은 음반을 발매하기 직전에 곡 순서를 바꾸면서 이미 인쇄를 마친 음반 표지와 속지 7천장을 파기했다. 언니네이발관은 2007년 12월 14일부터 12월 15일까지 서울특별시 동덕여자대학교 공연예술센터 대극장에서 5집 음반 발매 기념 콘서트를 개최했다.
이 음반은 발매되기 이전에 인터넷 음반 쇼핑몰 예약 순위 1위에 오를 만큼 팬들의 기대가 컸는데, 2008년 8월 8일에 쌈넷을 통해 발매되었다. 2004년 4집 《순간을 믿어요》 이후로 4년 만에 발매된 언니네이발관의 5집 음반은 초도 물량인 5,000장이 모두 소진되는 등 팬들의 인기를 얻었다.
음반에 수록된 모든 곡이 하나의 테마로 유기적으로 연결되어 있기 때문에 리더 이석원은 "1번 트랙부터 순서대로 들어주세요."라는 부탁의 말을 팬들에게 남기기도 하였다. 2008년 8월 29일에는 서울특별시 강남구 삼성동에 위치한 백암아트홀에서 언니네이발관의 5집 음반 발매 기념 콘서트가 열렸다. 2011년, 이석원이 쓴 일기에 따르면 음반의 판매량이 6만에서 7만으로 가고 있다고 언급하였다.

## 구성
- “가장 보통의 존재”는 콘셉트 음반으로 이석원은 1번부터 차례대로 들을 것을 부탁하였다.
- 다른 언니네이발관의 음반에 들어있던 포크가 아닌 흑인 음악을 추구하였다.
- 이석원은 음반에서 한 곡만 두드러지는 것이 아닌, 전곡이 하나로 흘러가는 방식을 지향하였다.
- 음반의 오프닝 트랙이자 음반의 제목과 동일한 ‘가장 보통의 존재’는 본래 ‘카니발’이라는 가제가 있었다. 노래의 가사는 5개월에 거치는 시간 동안 작업되었다.[14] 후반부에 로파이로 전환된다.
- 3번 트랙 ‘아름다운 것’은 음반의 일러스트를 담당하였던 김준의 블로그 제목에서 영감을 받았다.[15]
- 7번 트랙 ‘100년 동안의 진심’은 어쿠스틱 기타로만 연주한 곡이다.

## 평가
| 전문가 평가 | 전문가 평가 |
| 평가 점수   | 평가 점수   |
| 출처        | 점수        |
| ----------- | ----------- |
| 이즘        | [ 16 ]      |
| 웨이브      | 8/10        |
| 음악취향Y   | [ 18 ]      |

“가장 보통의 존재”는 음악 평단으로부터 극찬을 받았다. 이즘에 글을 쓴 윤지훈은 만점인 별 다섯 개 중 네 개를 부여하면서, "작가의 빈곤 속 고참 밴드의 역할이 무엇인지를 보여주는 음반"이라고 언급하였고, "우리 시대엔 이런 음악 작가가 필요하다"고 말하였다. 한겨레21의 서정민 기자는 "디지털 싱글을 많이 내는 시기에 언니네이발관은 이를 역행한다"고 이야기하였고, "1번 곡부터 차례대로 듣다 보면 소설이나 영화 한 편을 보는 듯하며, 결코 중간에 끊을 수 없다"고 글을 쓰며 호평을 하였다.
엘르에서는 "이 앨범은 괴물이다"라고 평하였으며, 이어서 "모던 록의 첫 역사를 썼던 언니네이발관은 이제, 다시 또 하나의 역사를 쓰려 하고 있다"고 찬사를 보냈다. 웨이브에 글을 기고한 최민우는 10점 만점에 8점을 주면서 "영국적 감성으로 한국적 환경에서 구축한 미국적 인디 록이다"라고 말하였다. 하지만 밴드가 듣는이에게 '순서대로, 좋은 음질로' 음반을 들어달라고 언급한 부분에 대해서는 "창작자가 감상자에게 어떤 형태로건 창작물을 받아들이는 방법을 제시하고 선을 긋는 것은 곤란하다"며 좋지 않은 반응을 내비쳤다.
음악취향Y의 김용민은 별 다섯 개 중에서 네 개 반으로 음반을 평하면서 아래와 같이 말하였다.

『가장 보통의 존재』를 수백번 들어도 딱히 이 앨범이 대중음악사적, 혹은 장르의 권위를 바라보는 것을 좀처럼 느낄 수 없어요. 인정받고자 하는 개체가 창작자 본인이라면 모를까요. 커리어 시작부터 이석원을 쫓아다니는 펫 숍 보이스의 멤버 닐 테넌트의 모습, 혹은 미국 인디록을 연상케하는 스탠스를 의심할 수 있겠지만, 결국 앨범 한 바퀴를 돌다보면 궤가 완전히 달라집니다. 많은 인디밴드들이 장르, 밴드 레퍼런스를 가지고 나름대로의 영역을 구축해 나갔다지만, 1세대 인디 밴드인 언니네이발관은 『가장 보통의 존재』에서 그 이전의 흔적을 벗어나 버립니다. 반면 비참하지만, 이 앨범이 폭로하는 모습에서, 9년 동안 저의 삶은 얼마나 벗어났는지 잘 모르겠어요. 많은 사람들이, 새로워지는 것이 없음에도 불구하고 아직도 이 앨범을 찾아 듣고, 기억하는 이유가 아닐까 싶습니다.

한겨레에서는 2008년 12월, 음악 평론가 13명에게 각각 2008년의 훌륭한 음반 5장의 앨범을 추천받았다. 그중 “가장 보통의 존재”는 백현진의 “반성의 시간”과 함께 7표를 얻어 공동 1위를 차지하였다. 평론가 강명석은 2008년 올해의 묻히기 아까운 음반으로 버벌진트의 “누명”과 함께 음반을 추천하였다. 한겨레, 멜론, 태림스코어가 2018년에 공동기획하여 음악 산업 종사자 47명의 투표로 순위를 선정한 "한국 대중음악 명반 100"에서는 언니네이발관 음반 중에서 가장 높은 순위인 50위를 기록하였다. 또한 대중음악 웹진 100beat.com과 소리바다에서 선정했던 "2000년대를 빛낸 앨범들"에서는 국내 부분에서 장필순의 “SOONY 6” 다음으로 2위를 차지하였다. 음악취향Y에서는 2008년 음반과 2000년대 음반 순위에서 각각 5위와 4위로 선정되었다.

### 수상
| 시상식         | 부문                 | 대상             | 결과 | 출처          |
| -------------- | -------------------- | ---------------- | ---- | ------------- |
| 한국대중음악상 | 올해의 음반          | 가장 보통의 존재 | 수상 | [ 28 ] [ 29 ] |
| 한국대중음악상 | 최우수 모던록 – 음반 | 가장 보통의 존재 | 수상 | [ 28 ] [ 29 ] |
| 한국대중음악상 | 올해의 노래          | 아름다운 것      | 후보 | [ 28 ] [ 29 ] |
| 한국대중음악상 | 최우수 모던록 – 노래 | 아름다운 것      | 수상 | [ 28 ] [ 29 ] |
| 한국대중음악상 | 올해의 음악인        | 언니네이발관     | 후보 | [ 28 ] [ 29 ] |

## 트랙 리스트
모든 곡은 이석원이 작사하고, 이석원 및 이능룡이 작곡하였다.
| #             | 제목                         | 재생 시간 |
| ------------- | ---------------------------- | --------- |
| 1.            | 가장 보통의 존재             | 5:22      |
| 2.            | 너는 악마가 되어가고 있는가? | 4:56      |
| 3.            | 아름다운 것                  | 4:51      |
| 4.            | 작은 마음                    | 3:58      |
| 5.            | 의외의 사실                  | 5:03      |
| 6.            | 알리바이                     | 3:38      |
| 7.            | 100년 동안의 진심            | 2:32      |
| 8.            | 인생은 금물                  | 4:09      |
| 9.            | 나는                         | 4:16      |
| 10.           | 산들산들                     | 5:11      |
| 총 재생 시간: | 총 재생 시간:                | 43:56     |

## 참여진
크레딧은 CD의 라이너 노트에서 발췌하였다.
| 음악 - 이석원 – 작곡 및 작사 - 이능룡 – 작곡 - 임주연 – 피아노 (10번 트랙) - pc2x – 피아노 (8번 트랙) - 배선용 – 트럼펫 (3, 6번 트랙) 기술 - 언니네이발관 – 프로듀싱 - 김대성 – 프로듀싱, 레코딩 엔지니어, 믹스, 마스터링 - 이태섭 – 레코딩 엔지니어 - 고정은 – 어시스턴트 엔지니어 - 신봉원 – 어시스턴트 엔지니어 - 유상재 – 어시스턴트 엔지니어 - 신경범 – 어시스턴트 엔지니어 | 기타 - 녹음 – 톤 스튜디오 - 김준 – 일러스트 - 55am music – 제작 - 김현정 – A&R - 윤민나 – A&R - 쌈넷, 해피로봇 – 매니지먼트&프로모션 - Sugarcandymountain – 디자인 - 남지웅 – 사진 - 정혜란 – 리터칭 - 박기현 – 스타일리스트 - ORE SOUND, 3STORY, 가로수맨숀, EMPOLHAM – 협찬 - 이지은 – Au Revoir - 이나영 – Au Revoir |

### 내용주
1. ↑  나머지는 각각 84위인 1집 “비둘기는 하늘의 쥐”와 90위인 2집 “후일담”이다. 한편 언니네이발관은 네 장의 이름을 올린 서태지와 아이들 다음으로 목록에 가장 많은 음반을 올린 음악가이다.[24]

### 참조주
1. ↑  백승찬 (2004년 7월 28일). “[가요]언니네 이발관 4집 ‘순간을 믿어요’”. 《경향신문》. 2021년 5월 1일에 확인함.
2. ↑  김선우 (2004년 8월 3일). “[새음반]11曲 11色 '언니네 이발관' 4집 앨범 내”. 《동아일보》. 2021년 5월 1일에 확인함.
3. ↑  김고금평 (2004년 8월 10일). “인디밴드 `언니네이발관` 대중속으로”. 《헤럴드경제》. 2021년 5월 1일에 확인함.
4. ↑  이석원 (2005년 5월 24일). “2005년 5월 24일”. 《shakeyourbodymoveyourbody》. 2021년 5월 1일에 확인함.
5. ↑  이석원 (2006년 5월 7일). “2006년 5월 7일”. 《shakeyourbodymoveyourbody.com》. 2021년 5월 1일에 확인함.
6. 1 2  “일대기”. 《shakeyourbodymoveyourbody.com》. 2021년 5월 1일에 확인함.
7. ↑  이석원 (2008년 4월 26일). “2008년 4월 26일”. 《shakeyourbodymoveyourbody》. 2021년 5월 1일에 확인함.
8. ↑  “언니네이발관 5집 앨범 『가장 보통의 존재』 발매기념 콘서트”. 《플레이DB》. 2021년 5월 4일에 확인함.
9. ↑  “언니네 이발관 신보 예약순위 1위 메탈리카 앞질러”. 《뉴스엔》. 2008년 8월 1일. 2021년 5월 1일에 확인함.
10. ↑  예진수 (2008년 8월 13일). ““아날로그의 부활을 꿈꾸며…””. 문화일보. 2021년 5월 4일에 확인함.
11. ↑  “언니네 이발관, 4년 만에 5집 발매”. 《연합뉴스》. 2008년 8월 7일. 2021년 5월 4일에 확인함.
12. ↑  “언니네 이발관, 4년 만에 5집 발매”. 《노컷뉴스》. 2008년 8월 9일. 2021년 5월 4일에 확인함.
13. ↑  이석원 (2011년 4월 23일). “2011년 4월 23일”. 《shakeyourbodymoveyourbody.com》. 2021년 5월 1일에 확인함.
14. ↑  이석원 (2008년 3월 6일). “2008년 3월 6일”. 《shakeyourbodymoveyourbody.com》. 2021년 5월 1일에 확인함.
15. ↑  이석원 (2008년 6월 26일). “2008년 6월 26일”. 《shakeyourbodymoveyourbody.com》. 2021년 5월 2일에 확인함.
16. 1 2  윤지훈 (2008년 9월). “가장 보통의 존재”. 《이즘》. 2021년 4월 25일에 원본 문서에서 보존된 문서. 2021년 5월 1일에 확인함.
17. 1 2  최민우 (2008년 8월 31일). “언니네 이발관 | 가장 보통의 존재 (2008)”. 《웨이브》. 2021년 5월 1일에 확인함.
18. 1 2  김용민 (2017년 7월 27일). “[안녕! 언니네 #12] 그들이 던지는 어려운 질문”. 《음악취향Y》. 2021년 5월 1일에 확인함.
19. ↑  서정민 (2008년 8월 20일). “카세트테이프처럼 주욱 들으라”. 《한겨레21》. 2021년 5월 1일에 확인함.
20. ↑  “엘르 리뷰”. 《shakeyourbodymoveyourbody.com》. 엘르. 2008년 8월 26일. 2021년 5월 1일에 확인함.
21. ↑  김학선 (2008년 12월 17일). “평론가들이 뽑은 올해의 음반은?”. 《한겨레》. 2021년 5월 1일에 확인함.
22. ↑  이수현 (2008년 12월 19일). “강명석 등 평론가 선정 '올해의 묻히기 아까운 음반'②”. 《스타뉴스》. 2021년 5월 1일에 확인함.
23. ↑  서정민 (2018년 9월 14일). “이문세, 빛과 소금… 80년대 가요에 세련됨을 입힌 명곡들”. 《한겨레》. 2021년 5월 1일에 확인함.
24. ↑  서정민 (2018년 10월 1일). “【한국 대중음악 명반 100】 기울일수록, 가슴 뛰는 나의 노래여”. 《한겨레》. 2021년 5월 1일에 확인함.
25. ↑  여러 출처:
  - 김작가 (2011년 1월 13일). “/2000년대 베스트 앨범/ 국내 2위. 언니네 이발관 [가장 보통의 존재](2008)”. 《100beat.com》. 2011년 1월 18일에 원본 문서에서 보존된 문서.
  - 100Beat (2011년 1월 13일). “/2000년대 베스트 앨범/ 국내 2위. 언니네 이발관 [가장 보통의 존재] "비평적 성취와 상업적 성공을 모두 거머쥐며 밴드의 생명은 리셋되고 업그레이드 됐다."” (트윗). 2021년 5월 1일에 확인함. 
  - 김고금평 (2011년 1월 18일). “[AM7] 장필순의 '수니 6' 2000년대 베스트 음반 1위에”. 《문화일보》. 2021년 5월 1일에 확인함.
26. ↑  “올해의 앨범 5위 언니네이발관 『가장 보통의 존재』”. 《음악취향Y》. 2008년 12월 23일. 2021년 5월 1일에 확인함.
27. ↑  “00's Best 50 4위 언니네이발관 『가장 보통의 존재』”. 《음악취향Y》. 2010년 2월 26일. 2021년 5월 1일에 확인함.
28. ↑  “Korean Music Awards – Archive – 가장 보통의 존재”. 《한국대중음악상》. 2021년 5월 1일에 확인함.
29. ↑  김학선 (2009년 3월 12일). “언니네 이발관, 대중음악상 3관왕”. 한겨레. 2021년 5월 4일에 확인함.
30. 1 2  《가장 보통의 존재》 (CD 라이너 노트). 언니네 이발관. 쌈지뮤직. 2008년.